# Мхитарян, Мехак Нерсикович
Мехак Нерсикович Мхитарян (арм. Մեխակ Մխիթարյան; род. 1 апреля 1951, село Бамбакашат, Октемберянский район) — бывший депутат парламента Армении. Старший брат Вагана Мхитаряна.

## Биография
- 1967—1972 — Армянский сельскохозяйственный институт. Инженер технолог.
- 1972—1973 — служил в советской армии.
- 1973—1974 — работал начальником смены на Октемберянском консервном заводе.
- 1974—1978 — был инструктором, заведующим отделом, вторым секретарем Октемберянского райкома ЛКСМА.
- 1978—1988 — инструктор, заведующий отделом Октемберянского райкома КПА.
- 1988—1993 — председатель исполкома Октемберянского райсовета.
- 1990—1995 — депутат Верховного совета Армянской ССР.
- 1998—2003 — заместитель губернатора Армавирского марза.
- 2003—2007 — депутат парламента. Член постоянной комиссии по вопросам науки, образования, культуры и молодёжи. Беспартийный.